# Association des écrivains combattants
Die Association des écrivains combattants (AEC) ist eine sozial ausgerichtete Vereinigung von französischen Schriftstellern, die nach Kriegsende ihre Mitglieder bei deren Rückkehr ins zivile Leben unterstützt, aber auch die Erinnerung an die gefallenen Kollegen hochhält.

## Geschichte
Nach Beendigung des Ersten Weltkriegs und der Unterzeichnung des Friedensvertrags im Mai 1919 bemühte sich der Schriftsteller José Germain (1884–1964) um das Andenken an seine gefallenen Kollegen. Zusammen mit anderen Schriftstellern, gleich ihm ehemalige Soldaten, gründete er in Paris am 27. Juni 1919 die AEC. Heute (Stand Juni 2022) residiert die AEC in der 13, Avenue de La Motte-Picquet, 75015 Paris.
Zwischen 1924 und 1926 veröffentlichte die AEC eine Anthologie in fünf Bänden mit Beiträgen aller 560 im Ersten Weltkrieg getötetem Schriftstellern. Am 15. Oktober 1927 enthüllte der Präsident Frankreichs, Gaston Doumergue, im Pantheon zu Paris Marmortafeln mit den Namen aller 560 im Krieg gefallenen Schriftstellern.
1930 verwüsteten heftige Unwetter und Überschwemmungen große Teile im Süden Frankreichs, besonders betroffen war das Département Hérault. Die AEC entschied sich bei der Aufforstung zu helfen und unter Claude Farrère erwarb man ein Grundstück von 135 Ha bei den Gemeinden Combes und Rosis am Monts de l’Espinouse (→Zentralmassiv) und pflanzte dort hauptsächlich Pinien und Zedern an. Es entstand dabei ein eher parkähnlicher Wald, der Forêt des écrivains combattants. Der Unterhalt kam mit den Jahren aber zu teuer und mit Wirkung vom 13. Juli 1952 übergab Pierre Chanlaine im Auftrag der AEC diesen Park dem französischen Staat. Heute ist er ein Teil des Naturparks Haut-Languedoc.
Am 2. Juli 1949 ließ Vincent Auriol im Pantheon Tafeln mit weiteren 197 Namen der im Zweiten Weltkrieg gefallenen Schriftstellern. 1960 gab Pierre Chanlaine eine Anthologie mit Beiträgen dieser 197 Autoren heraus. Im März 2009 eröffnete die AEC in Rueil-Malmaison (Département Hauts-de-Seine) ihre Bibliothek. Es ist eine Spezialbibliothek, die jedermann zugänglich ist und sich im weitesten Sinn mit Krieg und Frieden beschäftigt.
Abgesehen vom Zweiten Weltkrieg finden unter der Schirmherrschaft der AEC seit November 1926 Wohltätigkeitsveranstaltungen statt. Da sich die AEC u. a. durch Schenkungen finanziert, wird immer versucht ein breites kulturelles Angebot anzubieten, wie Lesungen, Signierstunden, Konzerte oder Ausstellungen. Seit 1926 Gaston Doumergue diese Veranstaltung feierlich eröffnet hatte, gibt sich bis heute jeder amtierende Präsident Frankreichs die Ehre diese Tradition fortzusetzen.
Seit 1997 hat sich die AEC geöffnet und nimmt nicht mehr nur ehemalige Soldaten als Mitglieder auf, sondern es wird heute auf eine grundsätzlich patriotische Lebenseinstellung geblickt.

## Präsidenten
| - 1919–1929 José Germain - 1929–1930 Henry Malherbe und Roland Dorgelès - 1930–1936 Claude Farrère - 1936–1939 Paul Chack - 1939–1944 unbesetzt | - 1944–1969 Pierre Chanlaine - 1970–1990 Jacques Chabannes - 1990–1993 Erwan Bergot - 1993–2010 Michel Tauriac - seit 2011 Jean Orizet |

## Von der AEC initiierte Preise
- ab 1995 Prix Roland Dorgelès für journalistische Werke
- ab 2016 Prix Capitaine Thomas Gauvin für ein Werk, das während der Armeezeit entstanden ist
- ab 2019 Prix Michel Tauriac für das Gesamtwerk eines Autors
- ab 2019 Prix Pierre Benoît für einen Roman
- ab 2019 Prix Etienne de la Boétie für ein Essay
- ab 2019 Pric Jules Michelet für ein Werk, das sich mit der Geschichte beschäftigt[3]